# ジョゼ・カルロス・クラッコ・ネト
ゼカ（Zeca）あるはゼ・カルロス（Ze Carlos）ジョゼ・カルロス・クラッコ・ネト（ポルトガル語: José Carlos Cracco Neto、1994年5月16日 - ）は、ブラジルのサッカー選手。ポジションはDF。

## クラブ歴

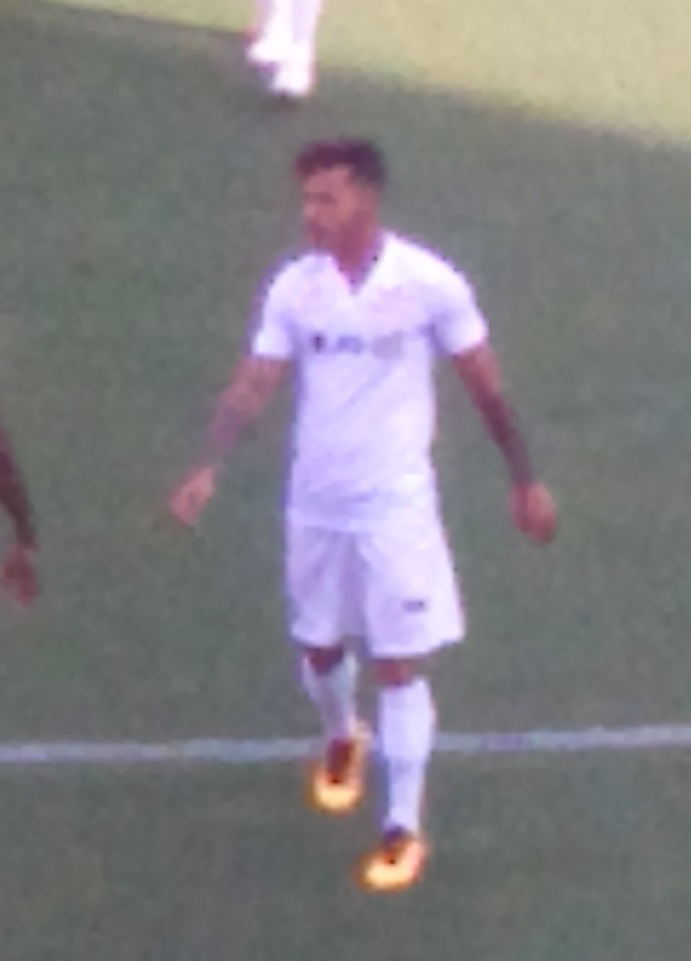
2016年、サントスFC時代

2006年、11歳でサントスFCの下部組織に加入。2014年2月19日に2018年までの契約を締結。3月9日にカンピオナート・パウリスタのオエステFC戦でエメルソン・パルミエリに代わって出場しトップチーム初出場。5月11日にカンピオナート・ブラジレイロ・セリエA初出場。同シーズンはエウヘニオ・メナ、カジューと出場機会を分け合った。しかし2015年はエンデルソン・モレイラ、マルセロ・フェルナンデス両監督に起用されず、7月にはコロンバス・クルーへの期限付き移籍が決まる所であったが、ドリヴァウ・ジュニオル監督になるとレギュラーとなりレンタル移籍はなくなった。2016年3月31日にカンピオナート・パウリスタでプロ初得点。6月12日にカンピオナート・ブラジレイロ・セリエA初得点。
2016年11月18日に2020年12月まで契約を延長した。2017年3月9日にコパ・リベルタドーレス初出場。2017年10月26日にサポーター集団から囲まれると、サントスに対して給料や肖像権料の遅配について裁判を起こした。12月1日に他のクラブで出場する権利を得たが、サントス側は自由契約での移籍を認めない方針を取り、結局退団し無所属となった。
2018年4月19日、SCインテルナシオナルへの加入が発表された。
2021年3月19日、CRヴァスコ・ダ・ガマに移籍した。
2022年2月10日、ヒューストン・ダイナモに移籍した
。

## 代表歴
U-23代表としてリオデジャネイロオリンピックに出場し優勝した。

## タイトル

### クラブ
サントス
- カンピオナート・パウリスタ: 2015, 2016
- コパ・サンパウロ・ジ・フチボウ・ジュニオル: 2013, 2014
- コパ・ド・ブラジルU-20: 2013

### 代表
ブラジルU-23
- オリンピック: 2016

### 個人
- カンピオナート・パウリスタベストイレブン: 2016[17]